# シャルル9世 (フランス王)
シャルル9世（Charles IX de France, 1550年6月27日 - 1574年5月30日）は、ヴァロワ朝第12代フランス王（在位：1561年 - 1574年）。父はアンリ2世、母はカトリーヌ・ド・メディシスで、フランソワ2世の弟、アンリ3世の兄である。

## 生涯
幼少のころ結核に罹り、病弱であった。早世した兄フランソワ2世を継いで10歳で即位したものの、実権は母后であるカトリーヌに握られていた。プロテスタントであるコリニー提督を登用し、父以上に慕っていたが、1572年のサン・バルテルミの虐殺でコリニーは暗殺され、シャルルはそのショックに耐え切れず、全員殺せと叫んでいたと伝えられている。黒幕は母カトリーヌであるとされたが、実際に虐殺の命令を出したのはギーズ公アンリとも言われる（シャルル9世説もある）。この事件で寿命を縮めたのか、2年後の1574年5月30日にシャルル9世は死去した。
1570年に神聖ローマ皇帝マクシミリアン2世の娘エリザベートと結婚し、サン・バルテルミの虐殺と同じ1572年に一人娘マリー・エリザベート（1572年 - 1578年）が生まれたが、5歳で夭逝している。また、1573年に愛人マリー・トゥシェとの間に庶子シャルルが生まれた。シャルルはルイ13世の治世中の1619年、アングレーム公に叙された。